# UB Conquense
UB Conquense is een Spaanse voetbalclub uit Cuenca in de autonome regio Castilië-La Mancha.

## Geschiedenis
UB Conquense wordt in 1946 opgericht en speelt vanaf dat moment tot diep in de jaren 60 in de Tercera División of lager. In de jaren 70 is het afwezig in het Spaanse profvoetbal totdat de club in 1980 weer opduikt. Langzaam klimt de club naar boven en behaalt haar eerste promotie naar de Segunda División B in 1987. Na een jaar degradeert het weer. In 1998 wordt weer promotie behaald naar de Segunda División B en nu duurt het optreden langer: 8 jaar. In het seizoen 2006/07 kwam de club weer in de Tercera División te spelen, maar al na een jaar keert de club weer terug naar de derde Spaanse divisie.
In het totaal speelde de ploeg 17 seizoenen in Segunda B.

## Erelijst
- Tercera División

1997/98